# Get It Up
Get It Up è un brano musicale R&B della girlband statunitense TLC, scritto e prodotto da Dallas Austin, Daryl Simmons e Antonio L.A. Reid per l'album di debutto della band, Ooooooohhh.... On the TLC Tip.

## Descrizione
Il brano si distacca dallo stile degli altri singoli dell'album, avendo la struttura di una ballad ritmata R&B.

## Video musicale
Il video musicale di Get It Up è stato girato nel giugno 1993, e mostra scene del film Poetic Justice, alternate a momenti in cui le cantanti cantano e ballano.

## Accoglienza
Il brano è stato pubblicato nel 1993 come secondo singolo estratto dall'album, ed ha avuto un enorme successo nelle classifiche statunitensi: è arrivato al numero 1 della classifica R&B di Billboard e al numero 2 della Billboard Hot 100, ed ha venduto oltre un milione di copie, ottenendo così il disco di platino dalla RIAA.

## Nella cultura di massa
Le TLC realizzarono la canzone per la colonna sonora del film del 1993 Poetic Justice, diretto da John Singleton.